# Molna
Molna (horvátul Molve) falu és község Horvátországban Kapronca-Kőrös megyében. Közigazgatásilag Čingi-Lingi, Molve Grede és Répás települések tartoznak hozzá.

## Fekvése
Kaproncától 18 km-re délkeletre, a Dráva jobb partján fekszik.

## Nevének eredete
Molna nevét a Dráván és mellékfolyóin működött malmokról magyar névadással kapta. A régi magyar nyelvben a szláv eredetű molna (móln) szó malmot jelentett. A horvát elnevezés (Molve) párhuzamos névadás eredménye.

## Története
Bár közvetett források utalnak rá, hogy a település már a 13. században létezett, első hiteles említése csak 1330-ból való. Plébániáját 1334-ben Ivan zágrábi főesperes a zágrábi káptalan helyzetéről szóló oklevelében említi először. Egy 1366-ban kelt okirat szerint Molna ekkor egy kisebb uradalom központja volt, melyet 1397-ben Luxemburgi Zsigmond király Kanizsai János fiainak adott. A település a 15. században a szentgyörgyi uradalomhoz tartozott, 1439-ben "Molna" alakban említik az uradalom részeként. A Nagyboldogasszony csodatevő szobrát őrző kápolnáját 1470 körül építették, első említése az 1501-es egyházlátogatáskor történt. A fából készített gótikus Mária-szobor csakhamar a zarándokok búcsújáróhelyévé tette. A kápolnát 1551-ben "Capella Beatae Mariae in Molina" néven még említik.
A falut kápolnájával együtt valószínűleg 1552-ben Verőce várának eleste után pusztította el a török, lakói elmenekültek. A kegyszobrot a kápolna közelében a földbe ásták, hogy visszatérésükkor könnyen megtalálják. A szobor elrejtői azonban meghaltak, így az feledésbe merült. A falut csak a 17. század közepén alapították újra főként zagorjei és muraközi horvát telepesekkel. A hagyomány szerint a szobrot egy ökör a szarvával kaparta elő földből. A csodás esemény híre gyorsan elterjedt a vidéken és a nép zarándoklatban járult a szobor elé. A plébánia újraalapítása 1665-ben történt. Az 1665-ös egyházlátogatás már megemlíti a templomot oltárán a Kisjézust a karjában tartó Mária szobrával azzal, hogy a templomban 160 éve nem volt vizitáció. A zarándoklatok időközben az egész Drávamente népében egyre nagyobb méreteket öltöttek. Az írások szerint amikor 1806-ban pestis pusztított a hívek fogadalmat tettek, hogy minden évben elzarándokolnak a Boldogasszony molvei szobrához. Zarándokok érkeztek a Zagorjéből, a Muraközből, Szlovéniából és Magyarországról is. Az 1825-ös összeírás szerint Molna 119 házában 1368 lakosa élt, 1842-ben a lakosság száma már 1827 volt.
A mai Nagyboldogasszony plébániatemplomot 1853 és 1863 között építették fel Franjo Klein, a horvát romantikus építészet egyik legjelentősebb képviselőjének tervei szerint. A templom a 19. századi horvát templomépítészet egyik kiemelkedő alkotása. Sajnos a templom építése után a középkori kápolnát lebontották, a helyére épült a mai is álló kápolna ahol a szobrot őrzik és csak a Nagyboldogasszony napi zarándoklatok alkalmával viszik át a plébániatemplomba.
Molna 1871, a szentgyörgyi határőrezred megszüntetése után községközpont lett. 1904-ben itt alakult meg a Horvát Parasztpárt (HPSS) egyik első helyi szervezete. A falunak 1857-ben 2119, 1910-ben 2555 lakosa volt. Trianonig Belovár-Kőrös vármegye Szentgyörgyvári járásához tartozott. 1940-ben Zágrábból vincés nővérek érkeztek ide és itt is maradtak. A II. vatikáni zsinatot követően Franjo Šeper bíboros a molvei plébániát a ferences konvent felügyelete alá helyezte. 1974-ben itt fedezték fel Horvátország egyik legnagyobb földgázmezőjét, ahol 1978-ban meg is indult a kitermelés. 2001-ben 1536 lakosa volt.

## Nevezetességei
- A Nagyboldogasszony (Mária Mennybevitele) tiszteletére szentelt plébániatemploma[2] 1853 és 1863 között épült neoromantikus stílusban, neogótikus elemekkel. 1862. november 9-én szentelték fel. Franjo Klein a 19. század második fele neves horvát építészének legkorábbi nagy alkotása. Belsejét Blaž Tomašić plébános megbízásából Antonini zágrábi festőművész festette ki. A 26 freskó elkészítése 1890-re fejeződött be. A templom latin kereszt alaprajzú, főoltára a félkörös apszisban helyezkedik el. Rajta kívül még négy mellékoltára van, kettő a főhajóban, kettő a kereszthajóban található. Impozáns méretei sokakat bámulatba ejtenek. A templom 43 méter hosszú, 15 méter magas és 27 méter széles. A harangtorony magassága 45 méter. A főoltár feletti nagy színes üvegablak Mária mennybevitelét ábrázolja. A főoltár maga 1897-ben készült műmárványból. A keleti kereszthajóban található a Szent Miklós oltár, a nyugatiban pedig a Páduai Szent Antal oltár. Mindkét oltár szobrának két-két mellékalakja van. A főhajóban a balra a Jézus szíve oltár, jobbra pedig a Lourdes-i Szűzanya oltár látható, szobraik oldalain szintén két-két mellékalakkal. A főbejárat felett található a kórus a 17 regiszteres orgonával, mely az első világháború idején készült. A gótikus kegyszobrot hársfából faragták, a Boldogasszonyt ábrázolja jobb karján a Kisjézussal, fején korona, bal kezében jogar. A hagyomány szerint egy drávamenti kolostor szerzetesétől kapták. Jellegzetességei alapján az Alpok területén fekvő valamelyik északi tartományban élő mester készítette a 15. század harmadik negyedében, 1470 és 1480 között. Mária és a Kisjézus koronája barokk stílusú, tehát később került a szoborra. A szobor a koronával együtt 70 centiméter magas és 30 centiméter széles. Csak Nagyboldogasszony ünnepén viszik át a plébániatemplomba, egyébként a Boldogasszony-kápolnában őrzik. Mivel az országnak ezen a részén csak kevés középkori alkotás maradt fenn a szobor különösen becses értéke a Drávamentének.
- A Boldogasszony-kápolnát Blaž Tomašić plébános építtette 1900 körül neogótikus stílusban a régi plébániatemplom helyén, melyet építése előtt bontottak le. A régi templom 25 méter hosszú és 8 méter széles volt a homlokzata felett fából épített harangtoronnyal. A Drávamente egyik legősibb középkori temploma volt. A kegyszobrot 1901. július 7-én ünnepélyes körmenetben tízezer, az ország minden részéből érkezett hívő előtt vitték át a plébániatemplomból az újonnan felszentelt kápolnába és helyezték el az oltáron. Ma is ott őrzik és csak Nagyboldogasszony ünnepén viszik át a plébániatemplomba. A kápolna egyhajós, négyszögletes harangtornya a bejárat felett magasodik. A sekrestyét öt évvel később építették hozzá. Oltára aranyozott fehér műmárványból készült, helyi mester alkotása. A kegyszobor két oldalán Szent Péter és Pál apostolok szobrai. Felül középen a feszület, két oldalán angyalszobrokkal, akik kehelyben fogják fel Krisztus vérét.
- A településen még található néhány kisebb kápolna. A Đurđevačka utca végén, melyet a köznyelv Malo Selonak nevez áll az 1926-ban épített Szenvedő Szűzanya-kápolna. 1929-ben a Ključeci, vagy más néven Vulička nevű településrészen emelték a Mária Legszentebb Szíve-kápolnát. 1923-ban Petar Ištvan saját költségén építette a Molvarskih Ledina településrészen álló Szent Kereszt-kápolnát. Az itteniek hitét az is mutatja, hogy a 20. század végén újabb kápolnák épültek a településen Szent Flórián és Szent István tiszteletére.
- A település központjában kiállított hajómalom a falu egyik ősi foglalkozását is szimbolizálja.

## Kultúra
Molna a horvát naiv festőművészet egyik központja, galériáját 1994-ben alapították.

## Híres emberek
- Đuro Kokša zágrábi segédpüspök, író és műgyűjtő
- Dubravko Ivančan költő
- Ivan Ivančan néprajzkutató
- Mijo Kovačić naiv festő